# Indigofera terminalis
Indigofera terminalis är en ärtväxtart som beskrevs av John Gilbert Baker. Indigofera terminalis ingår i släktet indigosläktet, och familjen ärtväxter. Inga underarter finns listade i Catalogue of Life.